# Kanton Caen-5
Caen-5 is een kanton van het Franse departement Calvados. Het kanton maakt deel uit van het arrondissement Caen.

## Gemeenten
Tot 2014 omvatte het kanton Caen-5 enkel een deel van de gemeente Hérouville-Saint-Clair en heette volgens een decreet van 1982 officieel canton d'Hérouville-Saint-Clair (Caen-V)
Na de herindeling van de kantons bij decreet van 17 februari 2014, met uitwerking op 22 maart 2015 omvat het kanton de volgende gemeenten:
- Caen (zuidelijk deel) (hoofdplaats)
- Éterville
- Fleury-sur-Orne
- Louvigny
- Saint-André-sur-Orne